# Hera Dorsa
Hera Dorsa zijn lage heuvelruggen op de planeet Venus. De Hera Dorsa werden in 1985 genoemd naar Hera, een godin uit de Griekse mythologie en vrouw van Zeus.
De richels hebben een lengte van 813 kilometer en bevinden zich in de quadrangles Bereghinya Planitia (V-8) en Bell Regio (V-9).